# Cyro Giambruno
Cyro Giambruno (* 1898 in Mercedes; † 1. Juni 1948) war ein uruguayischer Politiker.
Giambruno, der laut der offiziellen Parlamentsdatenbank der Partido Nacional angehörte, wird abweichend davon in anderen Quellen als Mitglied der Partido Colorado geführt.
Er war Mitglied für das Departamento Florida in der am 25. Juni 1933 gewählten Asamblea Nacional Constituyente, der konstituierenden Nationalversammlung. In der Folgezeit übte er vom 18. Mai 1934 bis 24. Mai 1938 und vom 25. August 1938 bis zum 14. April 1941 ein Mandat in der Cámara de Representantes für das Departamento Florida aus. In den Jahren 1938 bis 1940 wirkte er dort als Kammerpräsident. 1941 bis 1943 war er Minister für öffentliche Bildung und Soziales. In der 34. und 35. Legislaturperiode belegte er sodann vom 2. März 1943 bis zu seinem Tod am 1. Juni 1948 einen Sitz im Senat von Uruguay. Hier wurde ihm von 1943 bis 1948 das Amt des Zweiten Vizepräsidenten der Kammer und in den Jahren 1947 und 1948 zusätzlich dasjenige des Ersten Kammervizepräsidenten übertragen. 1947 hatte er zudem die Präsidentschaft in der Comision Permanente del Poder Legislativo inne.
Sein Bruder Mario Giambruno geriet im Zweiten Weltkrieg als Kapitän des Dampfschiffes Maldonado am 2. August 1942 im Zuge dessen Versenkung kurzzeitig in Kriegsgefangenschaft der Besatzung des deutschen U-Boots U 510.
In der uruguayischen Stadt Fray Marcos trägt mit der Escuela No. 45 "Cyro Giambruno" eine im September 1943 gegründete Schule seinen Namen.